# Blood (Computerspiel)
Blood ist ein Computerspiel von der Produktionsfirma Monolith Productions aus dem Jahre 1997. Es verwendet die Grafikengine Build-Engine, die auch in Duke Nukem 3D zum Einsatz kommt. Das Spiel selbst ist in Deutschland noch vor der Veröffentlichung durch die BPjS indiziert worden. Die Indizierung verjährte im Juni 2022. Blood wurde von GT Interactive vertrieben. Mit Blood II: The Chosen erschien ein Jahr später ein Nachfolger, der nicht mehr auf der Build-Engine, sondern auf Monoliths Eigenentwicklung LithTech basiert.

## Handlung
Der Spieler steuert einen untoten Protagonisten namens Caleb, welchen man sich als eine dunkle Variante der Figur Duke Nukem vorstellen kann. Man arbeitet sich durch Gruften und zerfallene Kirchen, während man von Zombies und anderem Getier angegriffen wird.
Im Spiel trifft man auf verschiedene Anspielungen aus Horrorfilmen wie Shining, The Return of the Living Dead oder Tanz der Teufel. Die Kultisten sehen den Anhängern des Cabal-Kultes aus Die Nacht der reitenden Leichen ähnlich. Bezüge zu dem fiktiven Zauberbuch Necronomicon finden sich im Spiel, aber auch diverse Popkultur-Referenzen wie Der Zauberer von Oz aber auch klassische Gemälde wie Die drei Grazien von Raffael finden sich auf den Texturen wieder. Die Gegner sprechen eine fiktive Sprache “Domus Durbentia”, die auf dem Lateinischen, Französischen und Sanskrit beruht.
Insgesamt gesehen steckt das Spiel voll bösem Witz und schwarzem Humor. In einer versteckten Kammer findet sich beispielsweise die Leiche von Duke Nukem.
Das Spiel brachte mehrere neue Waffen, wie zum Beispiel eine Voodoopuppe, mit der man einen Gegner, ohne ihn zu berühren, verschwinden lassen kann oder eine Signalpistole, die Gegner bei mehrfachem Beschuss in Brand steckt. Es waren aber auch klassische Waffen wie doppelläufige Schrotflinte, Maschinenpistole, Sprengladungen, Elektroschocker und Flammenwerfer verfügbar.

## Add-Ons
Es erschienen 1997 zwei Add-Ons: Plasma Pak wurde von Monolith Productions entwickelt, Cryptic Passage hingegen von Sunstorm Interactive. Beide erschienen im Jahr darauf zusammen mit dem Hauptspiel als Teil der Kompilation One Unit Whole Blood, welche 2014 von Atari als Download neuveröffentlicht wurde.

## Fresh Supply
Am 9. Mai 2019 erschien auf GOG.com und Steam eine von Nightdive Studios überarbeitete Version mit dem Titel Blood: Fresh Supply. Für die Neuauflage wurde Blood auf die hauseigene Engine KEX portiert. Fresh Supply enthält technische Verbesserungen, unterstützt zudem 4K-Auflösung und Gamepad-Steuerung. Beide Add-Ons sind enthalten.

## Rezeption
Blood wurde von Kritikern hauptsächlich positiv beurteilt. Bei der Wertungsaggregator-Website Metacritic erzielte das Spiel 82 von 100 möglichen Punkten. Im deutschsprachigen Raum wurde Blood schwächer bewertet als das zuvor erschienene Shadow Warrior. Eine ernsthafte Horrorstimmung komme nicht auf. Die Sprites seien albern, das Spiel nehme sich dabei jedoch zu ernst. Es fehle Spielwitz oder technische Perfektion.
Technisch und spielerisch werde Altbekanntes geboten, die Grafik-Engine wirke veraltet. So werden Gegner weiterhin lediglich zweidimensional dargestellt. Das Kultisten-Szenario sei neu, einige Waffen originell und das Level in einem fahrenden Zug ausgefallen.

“Blood is arguably the best of the Build engine games after Duke Nukem 3D, with its combination of scary atmosphere, great level design and challenging gameplay putting it above the rest.”

„Blood ist nach Duke Nukem 3D wohl das beste Build-Engine-Spiel. Seine Kombination aus gruseliger Atmosphäre, großartigem Level-Design und herausforderndem Gameplay hebt es von anderen ab.“